# Hony

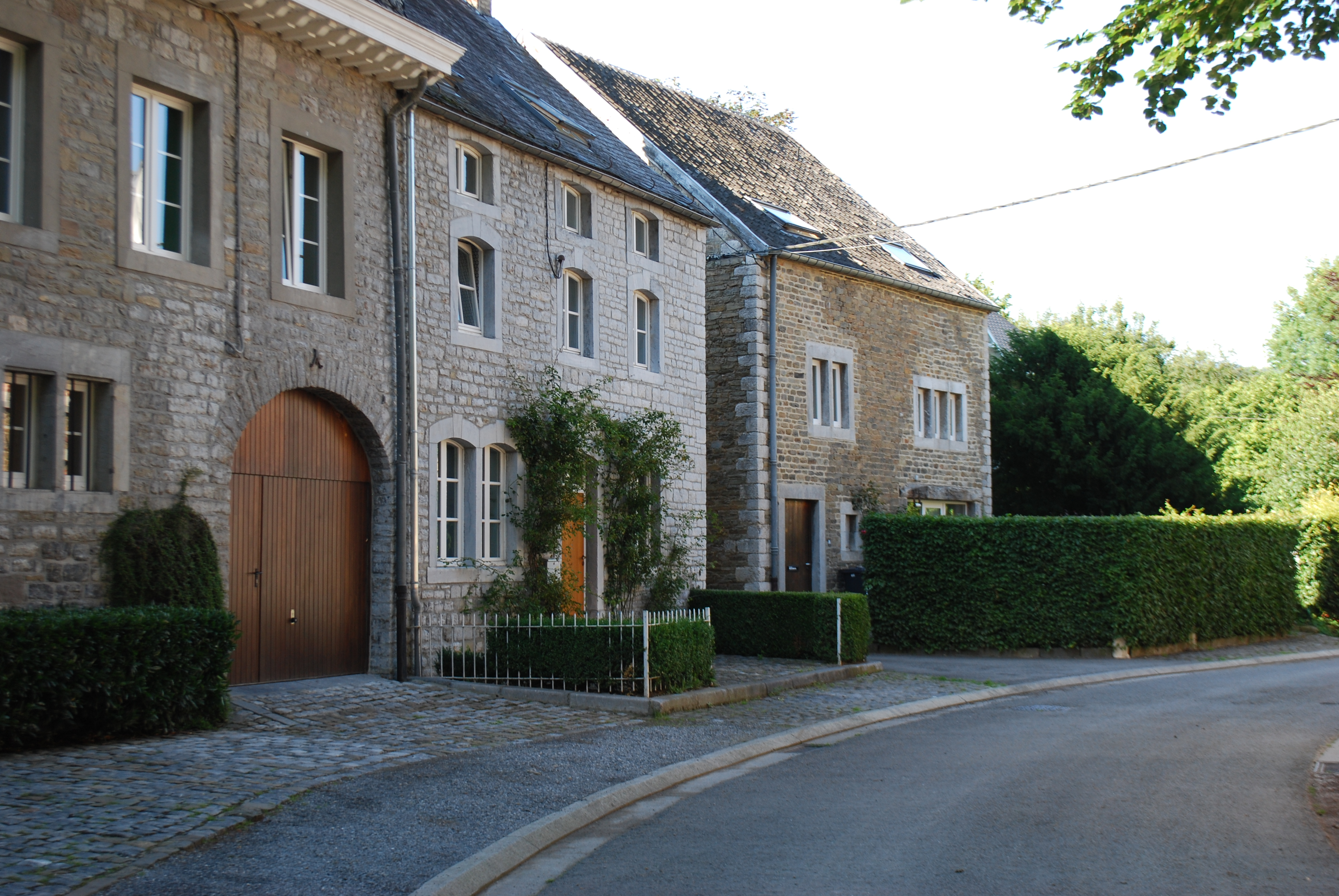
Straat in Hony

Hony is een dorp in de Belgisch gemeente Esneux op de linkeroever van de Ourthe, op ruim 15 kilometer van de stad Luik.
Het dorp ligt langs de weg van de Ourthe naar de N63 (Luik - Marche). De weg door het dorp is bij de wielerliefhebbers beter bekend als de Côte du Roche aux faucons. Hony heeft haar eigen spoorwegstation langs de spoorlijn van Luik naar Marloie. Het dorp is met de rechteroever verbonden door een brug. De bebouwing van het dorp op de linkeroever sluit aan op deze van het dorp Méry.

## Geschiedenis
Hony was strategisch gelegen aan de Ourthe en vormde een toegangspoort naar Luik. Er werd een wachttoren gebouwd en de schepen die over de Ourthe voeren, dienden tolgeld te betalen. In de slag bij Sprimont in 1794 wisten de Fransen bij Hony de Ourthe over te steken en daar het Oostenrijkse leger een nederlaag toe te brengen.  De verbindingen met het dorp werden in de tweede helft van de 19de eeuw verbeterd door de opening van een station langs de spoorlijn naar Luik en in 1884 door de bouw van een brug over de Ourthe. Deze brug werd in 1940 door de Duitsers opgeblazen. In 1943 kwam er een nieuwe brug.

## Sint-Leonarduskerk
Bezienswaardig is de parochiekerk uit 1777, toegewijd aan Sint-Leonardus met bijbehorende pastorie. Het geheel staat in het hogere deel van het dorp, enigszins verwijderd uit de dorpskern. De kerk werd gebouwd op het moment dat Hony een zelfstandige parochie werd door afsplitsing van de moederparochie Esneux. In de kerk staat een beeld van de heilige Leonardus met een boot. Volgens de legende hadden de schippers hem aangeroepen om het hoge tolgeld af te schaffen. Toen dit op een bepaald moment gebeurde, schonken zij uit dankbaarheid dit beeld.
Deelgemeenten: Esneux · Tilff

Overige dorpen: Amostrenne · Avister · Chaply · Fêchereux · Flagothier-La Haze · Fontin · Ham · Hony · La Gombe · Limoges · Méry · Montfort · Souverain-Pré · Sur-le-Mont

Belgische gemeenten · Arrondissement Luik · Provincie Luik · Wallonië